# Kosmos 2256
Kosmos 2256, ruski komunikacijski satelit iz programa Kosmos. Vrste je Strijela-3. Lansiran je 24. lipnja 1993. godine u 04:12 s kozmodroma Pljesecka u Rusiji. Lansiran je u nisku orbitu oko Zemlje raketom nosačem Ciklon-3 11K68. Orbita mu je 1402 km u perigeju i 1413 km u apogeju. Orbitna inklinacija je 82,5°.COSPARova oznaka je 1993-038-E. Zemlju obilazi u 113,9 minuta. Pri lansiranju bio je mase 220 kg. 

## Vanjske poveznice
- N2YO.com Search Satellite Database
- Celes Trak SATCAT Format Documentation (engl.)
- Planet4589.org Tablični prikaz podataka o satelitima